# Благодатное (Гуровская сельская община)
Благода́тное (укр. Благодатне) — село в Гуровской сельской общине Кропивницкого района Кировоградской области Украины.
До 2020 года входило в Долинский район
Население по переписи 2001 года составляло 131 человек. Почтовый индекс — 28540. Телефонный код — 5234. Занимает площадь 0,792 км². Код КОАТУУ — 3521982502.